# Ronde van Frankrijk 2010/Achtste etappe
De achtste etappe van de Ronde van Frankrijk 2010 werd verreden op zondag 11 juli 2010 over een afstand van 189 kilometer van Station des Rousses naar Morzine-(Avoriaz). Er waren twee heuvels van de 4e categorie, een van de 3e categorie en twee beklimmingen van de 1e categorie, waarbij de slotklim in Avoriaz.

## Verloop

### Bergsprints
| Beklimming Côte de la Petite Joux na 24 km | Beklimming Côte de la Petite Joux na 24 km | Beklimming Côte de la Petite Joux na 24 km | 4e cat. 2,3 km à 4,3 % | 4e cat. 2,3 km à 4,3 % |
| Plaats                                     | Naam                                       | Naam                                       | Punten                 |                        |
| Winnaar                                    | Rein Taaramäe                              | Rein Taaramäe                              | 3                      |                        |
| 2                                          | Johannes Fröhlinger                        | Johannes Fröhlinger                        | 2                      |                        |
| 3                                          | Christophe Moreau                          | Christophe Moreau                          | 1                      |                        |

| Beklimming Côte de Grésin na 73 km | Beklimming Côte de Grésin na 73 km | Beklimming Côte de Grésin na 73 km | 4e cat. 4,3 km à 3,9 % | 4e cat. 4,3 km à 3,9 % |
| Plaats                             | Naam                               | Naam                               | Punten                 |                        |
| Winnaar                            | Christophe Riblon                  | Christophe Riblon                  | 3                      |                        |
| 2                                  | Koos Moerenhout                    | Koos Moerenhout                    | 2                      |                        |
| 3                                  | Amaël Moinard                      | Amaël Moinard                      | 1                      |                        |

| Beklimming Col de la Ramaz na 154,5 km | Beklimming Col de la Ramaz na 154,5 km | Beklimming Col de la Ramaz na 154,5 km | 1e cat. 14,3 km à 6,8 % | 1e cat. 14,3 km à 6,8 % |
| Plaats                                 | Naam                                   | Naam                                   | Punten                  |                         |
| Winnaar                                | Mario Aerts                            | Mario Aerts                            | 15                      |                         |
| 2                                      | Koos Moerenhout                        | Koos Moerenhout                        | 13                      |                         |
| 3                                      | Amaël Moinard                          | Amaël Moinard                          | 11                      |                         |
| 4                                      | Rafael Valls                           | Rafael Valls                           | 9                       |                         |
| 5                                      | Anthony Charteau                       | Anthony Charteau                       | 8                       |                         |
| 6                                      | Christophe Riblon                      | Christophe Riblon                      | 7                       |                         |
| 7                                      | Imanol Erviti                          | Imanol Erviti                          | 6                       |                         |
| 8                                      | Daniel Navarro                         | Daniel Navarro                         | 5                       |                         |

| Beklimming Les Gets na 168,0 km | Beklimming Les Gets na 168,0 km | Beklimming Les Gets na 168,0 km | 3e cat. 3,9 km à 4,8 % | 3e cat. 3,9 km à 4,8 % |
| Plaats                          | Naam                            | Naam                            | Punten                 |                        |
| Winnaar                         | Mario Aerts                     | Mario Aerts                     | 4                      |                        |
| 2                               | Koos Moerenhout                 | Koos Moerenhout                 | 3                      |                        |
| 3                               | Amaël Moinard                   | Amaël Moinard                   | 2                      |                        |
| 4                               | Anthony Charteau                | Anthony Charteau                | 1                      |                        |

| Beklimming Avoriaz na 189 km | Beklimming Avoriaz na 189 km | Beklimming Avoriaz na 189 km | 1e cat. 13,6 km à 6,1 % | 1e cat. 13,6 km à 6,1 % |
| Plaats                       | Naam                         | Naam                         | Punten                  |                         |
| Winnaar                      | Andy Schleck                 | Andy Schleck                 | 30                      |                         |
| 2                            | Samuel Sánchez               | Samuel Sánchez               | 26                      |                         |
| 3                            | Robert Gesink                | Robert Gesink                | 22                      |                         |
| 4                            | Roman Kreuziger              | Roman Kreuziger              | 18                      |                         |
| 5                            | Alberto Contador             | Alberto Contador             | 16                      |                         |
| 6                            | Cadel Evans                  | Cadel Evans                  | 14                      |                         |
| 7                            | Jurgen Van den Broeck        | Jurgen Van den Broeck        | 12                      |                         |
| 8                            | Levi Leipheimer              | Levi Leipheimer              | 10                      |                         |

### Tussensprints
| Tussensprint Vulbens na 84 km |                   |        |
| Plaats                        | Naam              | Punten |
| Winnaar                       | Mario Aerts       | 6      |
| 2                             | Christophe Riblon | 4      |
| 3                             | Imanol Erviti     | 2      |

| Tussensprint Viuz-en-Sallaz na 129 km |                  |        |
| Plaats                                | Naam             | Punten |
| Winnaar                               | Koos Moerenhout  | 6      |
| 2                                     | Sébastien Minard | 4      |
| 3                                     | Mario Aerts      | 2      |

| Tussensprint Morzine na 175 km |                 |        |
| Plaats                         | Naam            | Punten |
| Winnaar                        | Koos Moerenhout | 6      |
| 2                              | Mario Aerts     | 4      |
| 3                              | Amaël Moinard   | 2      |

## Rituitslag
| Plaats  | Naam                  | Ploeg              | Tijd     |
| ------- | --------------------- | ------------------ | -------- |
| Winnaar | Andy Schleck          | Team Saxo Bank     | 4u54'11" |
| 2       | Samuel Sánchez        | Euskaltel-Euskadi  | z.t.     |
| 3       | Robert Gesink         | Rabobank           | op 10"   |
| 4       | Roman Kreuziger       | Liquigas-Doimo     | z.t.     |
| 5       | Alberto Contador      | Astana             | z.t.     |
| 6       | Cadel Evans           | BMC Racing Team    | z.t.     |
| 7       | Jurgen Van den Broeck | Omega Pharma-Lotto | z.t.     |
| 8       | Levi Leipheimer       | Team RadioShack    | z.t.     |
| 9       | Ivan Basso            | Liquigas-Doimo     | z.t.     |
| 10      | Denis Mensjov         | Rabobank           | z.t.     |

## Strijdlustigste renner
|  | Renner      | Ploeg              |
|  | ----------- | ------------------ |
|  | Mario Aerts | Omega Pharma-Lotto |

## Algemeen klassement
| Plaats    | Naam                  | Ploeg                   | Tijd       |
| --------- | --------------------- | ----------------------- | ---------- |
| Gele trui | Cadel Evans           | BMC Racing Team         | 37u57'09"" |
| 2         | Andy Schleck          | Team Saxo Bank          | op 20"     |
| 3         | Alberto Contador      | Astana                  | op 01'01'  |
| 4         | Jurgen Van den Broeck | Omega Pharma-Lotto      | op 01'03'  |
| 5         | Denis Mensjov         | Rabobank                | op 01'10"  |
| 6         | Ryder Hesjedal        | Team Garmin-Transitions | op 01'11"  |
| 7         | Roman Kreuziger       | Liquigas-Doimo          | op 01'45"  |
| 8         | Levi Leipheimer       | Team RadioShack         | op 02'14"  |
| 9         | Samuel Sánchez        | Euskaltel-Euskadi       | op 02'15"  |
| 10        | Michael Rogers        | Team Columbia           | op 02'31"  |
|           |                       |                         |            |
| 11        | Robert Gesink         | Rabobank                | op 02'37"  |

## Nevenklassementen

### Puntenklassement
| Plaats      | Naam                | Ploeg              | Punten |
| ----------- | ------------------- | ------------------ | ------ |
| Groene trui | Thor Hushovd        | Cervélo            | 118    |
| 2           | Alessandro Petacchi | Lampre             | 114    |
| 3           | Robbie McEwen       | Katjoesja          | 105    |
|             |                     |                    |        |
| 15          | Jürgen Roelandts    | Omega Pharma-Lotto | 47     |
| 48          | Robert Gesink       | Rabobank           | 17     |

### Bergklassement
| Plaats        | Naam             | Ploeg              | Punten |
| ------------- | ---------------- | ------------------ | ------ |
| Bolletjestrui | Jérôme Pineau    | Quick Step         | 44     |
| 2             | Sylvain Chavanel | Quick Step         | 36     |
| 3             | Andy Schleck     | Team Saxo Bank     | 30     |
|               |                  |                    |        |
| 10            | Mario Aerts      | Omega Pharma-Lotto | 19     |
| 12            | Koos Moerenhout  | Rabobank           | 18     |

### Jongerenklassement
| Plaats     | Naam             | Ploeg              | Tijd      |
| ---------- | ---------------- | ------------------ | --------- |
| Witte trui | Andy Schleck     | Team Saxo Bank     | 37u57'29" |
| 2          | Roman Kreuziger  | Liquigas-Doimo     | op 01'25" |
| 3          | Robert Gesink    | Rabobank           | op 02'17" |
|            |                  |                    |           |
| 14         | Francis De Greef | Omega Pharma-Lotto | op 38'50" |

### Ploegenklassement
| Plaats | Ploeg           | Tijd       |
| ------ | --------------- | ---------- |
| 1      | Rabobank        | 113u59'59" |
| 2      | Astana          | op 10"     |
| 3      | Team RadioShack | op 02'53"  |